# چرتان (باشقیرستان)
چرتان (انگلیسی: Chertan, Republic of Bashkortostan) یک شهرک در شهرستان دووانسکی در استان باشقیرستان کشور روسیه است.